# GS1
GS1（ジーエスワン）という非営利法人は、サプライチェーン等のビジネス標準を開発および維持する国際組織。前身のヨーロッパ流通業界を束ねるコード機関「EAN協会」と、カナダのコード機関ECCC、アメリカの流通コード機関UCCとの3者統合により、2002年11月に発足。日本は1978年にEAN協会に加盟しJANコードを導入してきた。
国際規格（GS1標準とよばれる）のうち、商品識別コード（GTIN/JANコード）の一部であるGS1事業者コード（GS1 Company Prefix）および、製品に印刷され電子機器で読み取りができる自動認識技術の一種であるバーコードが最もよく知られている。各企業へのGS1 事業者コードの貸与は現地会員組織（日本ではGS1 Japan）が行っている。加盟組織は110を超えており、  ユーザー企業200万社超である。本社はベルギーのブリュッセル市ルイーズ大通り（英語）。
日本のGS1 Prefix（国コード)は450から459および490から499。日本の代表機関はGS1 Japan（一般財団法人流通システム開発センター、通称は2020年1月に変更）。商品情報データベースのGS1 Japan Data Bank（GJDB）は産業を横断して適用され、ジャパン・インフォレックス（JII）と提携。その後、商品情報を管理するプラネットと連携してデータを統合した（2022年6月時点）。
GS1の主な活動は GS1 システム（英語: GS1 System）上の開発であり、このシステムはサプライチェーンの管理を改善するべく一連の標準を開発している。GS1標準は大きく分けて下記3つで構成する。
- Identify：モノやサービス、場所、人の識別にかかわる標準。もっとも有名なGTIN（JANコード）やEDIで活用されているGLN、物流梱包単位に設定するSSCC等があげられる。

- Capture：バーコードやEPC/RFIDタグといった自動認識技術
- Share：取得した情報を共有するための標準。標準EDIやEPCIS、パートナー間で商品データベースを同期させる仕組みであるGDSN（英語）などがあげられる。

GS1 はサプライチェーン規格のファミリーであった米国UCC（Uniform Code Council ）とカナダECCC（Electronic Commerce Council of Canada）が国際EANコード協会に参加する形で発足した。なおUCCは後にGS1 USとなり、ECCC はGS1 Canada となった。
GS1は加入組織が使う国コードを保守しており、それに従って各国加盟組織が企業にGS1企業コードを割り当てている。
なお、GTIN（JANコード）はその商品の原産国を表しているわけではない。企業は付与されたGS1事業者コードを用いて、商品の識別を行える。世界のどこでも製品を製造できる。

## GS1識別コード
GS1事業者コードを用いることにより、様々な対象に国際的に一意のGS1識別コードを設定することができる。GTIN（JANコード）もその一部。GS1アプリケーション識別子（下記項目先頭の数字）を用いることにより、そのコードが何の意味を持つかを識別できる。
「0」
- 00　SSCC（エスエスシーシー＝出荷梱包シリアル番号。Serial Shipping Container Code）：物流、出荷用の輸送用梱包（パレット）など。
- 01/02 GTIN（ジーティン＝商品識別コードGlobal Trade Item Number）：単品、中箱、外箱など。

「2」
- 253　GDTI（ジーディーティーアイ＝文書識別番号）：通関申告書、保険証券など。（Global Document Type Identifier）
- 255　GCN（ジーシーエヌ＝クーポン識別番号）：クーポン。（Global Coupon Number）

「4」
- 401　GINC（ジンク＝委託貨物識別番号）：積荷、運送委託貨物。（Global Identification Number for Consignment）
- 402　GSIN（ジーシン＝出荷識別番号）：出荷単位、船荷証券番号。（Global Shipment Identification Number）
- 410–415　GLN（ジーエルエヌ＝企業・事業所識別コード）。（Global Location Number）

「8」
- 8003　GRAI（ジーアールエーアイ＝リターナブル資産識別番号。Global Returnable Asset Identifier）：回収して再利用する資産（カゴ台車、折り畳みコンテナ）ほか。
- 8004　GIAI（ジーアイエーアイ＝資産管理識別番号。Global Individual Asset Identifier）：企業の資産管理、レンタル・リース品、手術用具など。
- 8010　CPID（シーピーアイディー＝部品・構成品識別番号。Components/Parts Identification Number）：部品や商品の一部構成品。
- 8013　GMN（ジーエムエヌ＝モデル識別番号。Global Model Number）：製品モデルを識別する番号に採用を想定。例＝EUのヘルスケア規制 Basic UDI-DI（BUDI-DI）。
- 8017　GSRN（ジーエスアールエヌ＝サービス受益者・提供者識別番号。Global Service Relation Number）：特定の顧客や患者など、サービス受益者の識別番号。
- 8018　GSRN、同上、サービス提供者の識別番号。特定の顧客や患者などに対応する。

その他の識別子
- 共通取引先コード：6桁の数字。事業所コード+チェックデジット（5+1桁）
- 企業組織の接頭辞、UPCなど
- 決済事業者コード（流通決済事業者コード[注釈 1]）
- 標準センターコード[6]：GLNに移行。企業・事業所識別コード＋ロケーションコード」

## 関連資料
脚注に未使用の資料。発行年順。
日本の情報誌
- 改題前『コードセンターニュース』流通システム開発センター、隔月刊、1982年-2004年、改題前、ISSN 0286-7362。全国書誌番号:00064349。1号–136号（昭和57年5月31日–平成16年11月）
  - 後継『流開センターニュース』流通システム開発センター、隔月刊、2005年-2020年、以後廃刊。国立国会図書館書誌ID:000000058798。137号–227号（平成17年1月–令和2年1月）。
  - 『GS1 Japan review』GS1 Japan、年2回刊、2020年-–、継続中、全国書誌番号:01052464。『流通とシステム』。

日本の書籍
- 流通システム開発センター 編『無店舗販売システム : その実際と可能性』流通システム開発センター、1986年11月。NDLJP:12022176。国立国会図書館デジタルコレクション、doi:10.11501/12022176。
- 日本工業規格（JIS）『情報技術--自動認識及びデータ取得技術--バーコードシンボル体系仕様』規格番号＝JIS X 0509:2012、参照規格番号＝ISO/IEC 24724:2011。
- 後藤萌『GS1データバーを用いた食品の期限表示方法に関する研究』九州大学、2013年3月26日。（平成25年）別題『The study of a way of showing food expiration date with GS1 DataBar』。博士号（芸術工学・甲第11450号）
- 流通システム開発センター 編『GS1システムの基礎 : GTIN JANコードを中心に』流通システム開発センター、2007年。CRID 1130000794773822720。ISBN 9784947554086
- 流通システム開発センター『GS1データバー : 活用ニーズと導入上の課題』 2008年度版（平成20年度）、経済産業省〈経済産業省委託調査報告書〉、2009年2月。NDLJP:11220982[7]
- 日本産業規格『情報技術--自動認識及びデータ取得技術--GS1アプリケーション識別子及びASC MH10データ識別子並びにその管理』規格番号＝JIS X 0531:2020、参照規格番号＝ISO/IEC 15418:2016。